# Тотай-Орман
Тотай-Орман (крим. Totay orman) або Кеслерський ліс — плато та ліс у Сімферопольському районі.

## Назви
Кримськотатарські: Тотай-Орман (крим. Totay orman, «Благородний ліс»), Тотай-Кой-Таулари (крим. Totayköy tauları, «ліси (села) Тотайкой»); російські: Сахалін, Кеслерський ліс, Кеслерська гора (за маєтком А. Е. Кесслера, відомому як замок у Ферсмановому).
Свої назви мають окремі частини плато: Байракли (крим. Bayraqlı, «Прапорна»), Джалман-Тау (крим. Colman Tau, «лісиста гора (села) Джолман», східна), Фортеця (рос. Крепость, східна), Кіл-Бурун (крим. Qil Burun, південна) та Финдикли (крим. Fındıqlı, «Багато ліщини», південно-західна).

## Опис
Підковоподібна височина між долинами Салгира та Малого Салгира, знаходиться між селами Мамак (Строгонівка), Джолман, Тотайкой (Ферсманове), Суїн-Аджи (Денисівка), горою Ак-Баїр та Сімферопольським водосховищем.
Найвища точка — гора Байракли, або Молла-Елга-Кирлари, висотою 510,8 метри Координати: Широта не може бути парсована як число:44,9145224
 На вершині знаходиться пожежна вежа.
На невисоких гірських схилах рясніє стежками і ґрунтовими дорогами. Захищеність від північно-східного вітру визначили особливу м'якість мікроклімату. Довгий час вчені Нікітського ботанічного саду боролися за те, щоб тут було влаштовано Передгірну філію.